# 17.º Prêmio Jabuti
O 17º Prêmio Jabuti foi realizado em 1975, premiando obras literárias referentes a lançamentos de 1974.

## Prêmios
Os premiados foram:
- Adonias Filho, Romance
- Caio Porfírio Carneiro, Contos/crônicas/novelas
- Mauro Mota, Poesia
- Ataliba Nogueira, Estudos literários (Ensaios)
- Raimundo Menezes, Biografia e/ou memórias
- Roberto Drummond, Autor revelação - Literatura adulta
- Edy Lima, Literatura Infantil
- L. C. U. Junqueira e Sérgio L. M. Salles-Filho, Ciências naturais
- Enciclopédia Mirador, Melhor produção editorial
- Roberto Fontes Gomes, Melhor crítica e/ou notícia literária Jornais

## Ver Também
- Prêmio Prometheus
- Os 100 livros Que mais Influenciaram a Humanidade
- Nobel de Literatura